# Ven västra

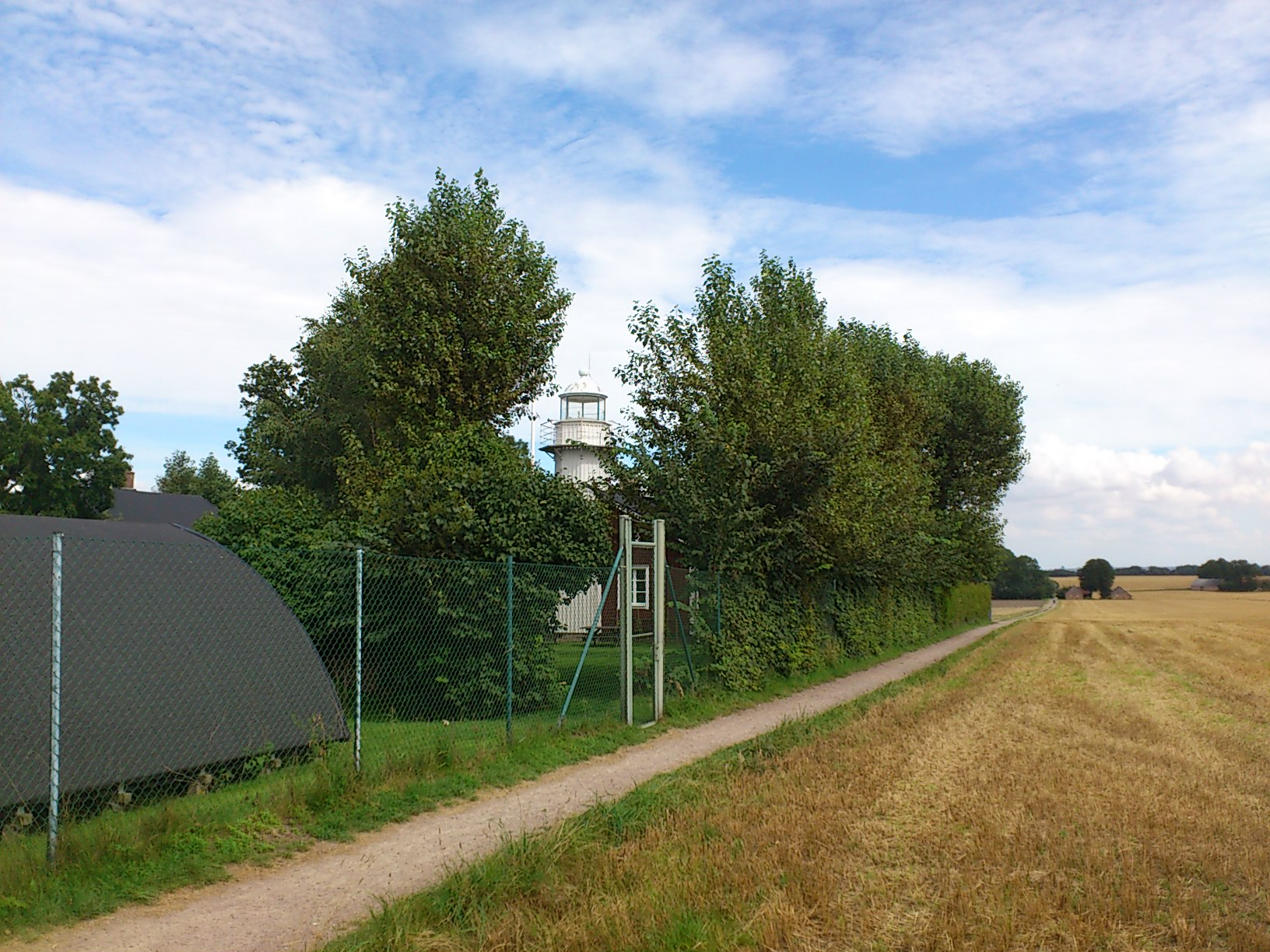
Gamla västra fyren från 1871.

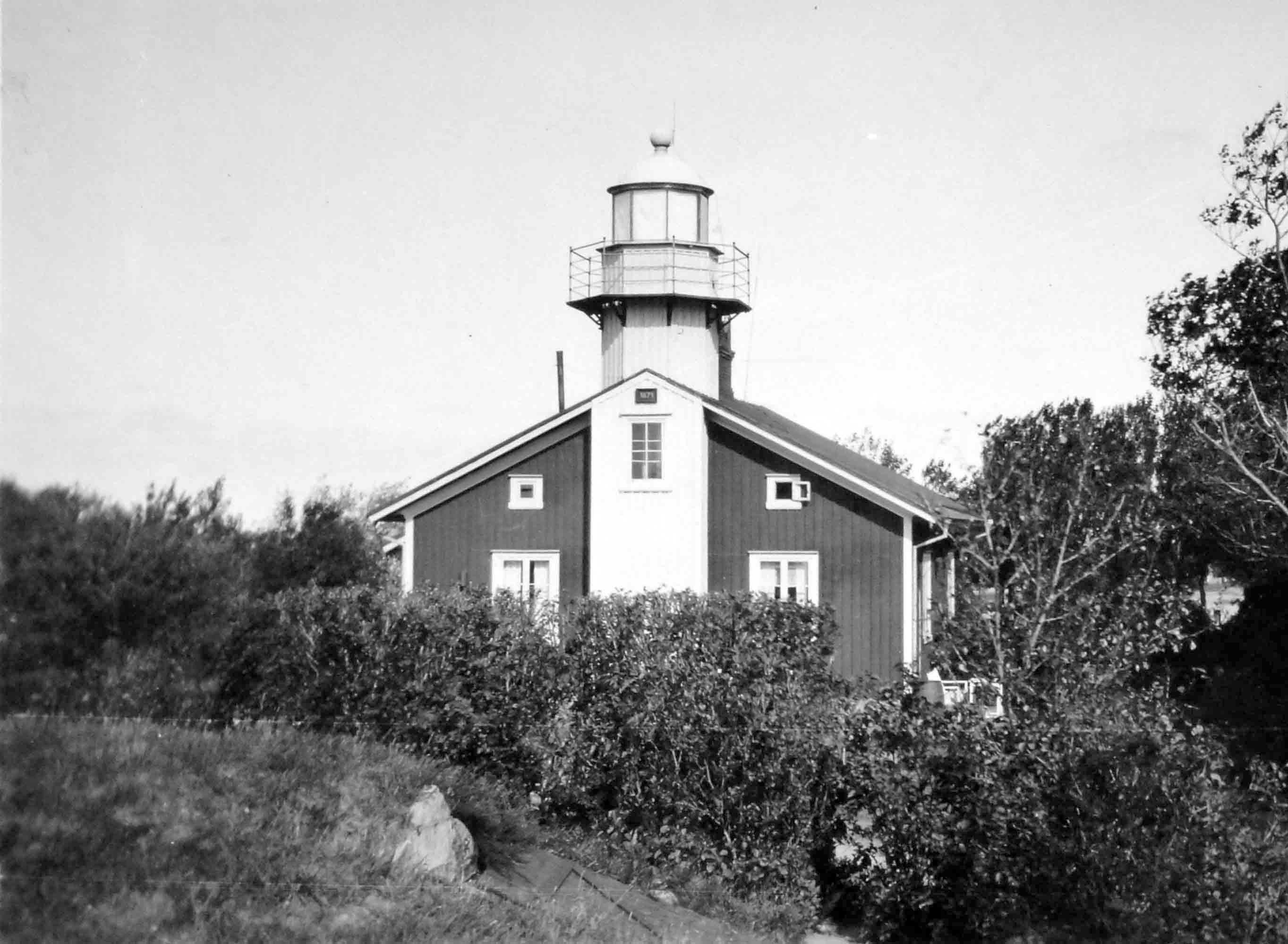
Fyren Ven västra, foto från 1923. Ersattes 1968 av den nuvarande fyren.

Vens västra fyr ligger på ön Vens nordvästra udde. Den är byggd av betong och 8,5 m hög. Fyren är belägen på ett fält nära Mossvägen, ungefär 400 m norr om den gamla fyren, som den ersatte.
Något längre inåt land ligger öns äldsta fyr, som därför kort och gott kallades Ven, anlagd 1871. Den är ett kombinerat fyr- och bostadshus i trä, med ett åttakantigt vitt torn på gaveln. Tornet är ca 11 m högt. Fyren är belägen vid slutet av Fyrvägen, ca 600 m nordväst om Kyrkbacken. Fyren är numera i privat ägo.